# Early Takes: Volume 1
Early Takes: Volume 1 es un álbum recopilatorio del músico británico George Harrison, publicado por la compañía discográfica Universal Music Enterprises en mayo de 2012. El álbum, publicado originalmente como parte de la edición deluxe en Blu Ray del documental de Martin Scorsese George Harrison: Living in the Material World, incluyó demos y tomas alternativas de canciones grabadas durante las sesiones de grabación de All Things Must Pass, Living in the Material World y Thirty Three & 1/3, así como dos versiones de «Mama You've Been on My Mind» de Bob Dylan y «Let It Be Me».
El álbum debutó en el puesto 66 de la lista de discos más vendidos del Reino Unido y en el puesto 20 de la lista estadounidense Billboard 200 con 18 000 copias vendidas durante su primera semana. Su posición en los Estados Unidos supuso el mayor logro comercial de Harrison desde el lanzamiento de su álbum póstumo Brainwashed, que debutó en el puesto 18 en 2002. Además, el álbum también alcanzó el puesto 3, 7 y 17 en las listas Top Soundtracks, Top Rock Albums y Top Digital Albums, respectivamente, y debutó en el puesto 51 de la lista Canadian Albums Chart

## Recepción
Tras su lanzamiento, Early Takes: Volume 1 obtuvo buenas reseñas de la prensa musical, con una media ponderada de 79 sobre 100 en la web Metacritic basada en ocho críticas. Stephen Thomas Erlewine de Allmusic escribió: «La colección termina un poco decepcionante por contener solo música inédita: todo se siente acogedor. Y aunque es difícil no esperar que hubiese una o dos sorpresas en el camino, el calor familiar tiene, sin dudas, también su encanto». David Quantick, en su crónica para Uncut, escribió: «Todas las canciones, salvo, posiblemente, "My Sweet Lord", se benefician de estas versiones espartanas, sin banda, en tanto que Harrison aporta una delicadeza para el material que Phil Spector, por su parte, prefirió no elegir. Es una adición deliciosa y encantadora al trabajo original de George, que destaca la calidad de sus composiciones y presenta el material con una nueva luz». Por su parte, David Fricke escribió en la revista Rolling Stone: «Aun siendo diez temas y sin detalles sobre las sesiones [de grabación], este acompañamiento al documental de Martin Scorsese merece una bienvenida. Seis descartes son de la presuntuosa etapa del triunfo de Harrison, All Things Must Pass, incluyendo una lectura Nashville de "Behind That Locked Door", "My Sweet Lord" como un hosanna acústico y una demo de "All Things Must Pass" que traiciona las raíces en el libro de himnos de la banda. Las versiones de Bob Dylan y Everly Brothers tienen más brillo pero también la gracia íntima del Beatle tranquilo. Además, el subtítulo del set sugiere que llegarán más rarezas; basado en la calidad aquí, propongo una antología completa».

## Lista de canciones
Todas las canciones escritas y compuestas por George Harrison excepto donde se anota. 
| N.º | Título                                           | Escritor(es)                | Álbum original               | Duración |  |
| 1.  | «My Sweet Lord» (Demo)                           |                             | All Things Must Pass         | 3:33     |  |
| 2.  | «Run of the Mill» (Demo)                         |                             | All Things Must Pass         | 1:56     |  |
| 3.  | «I'd Have You Anytime» (Versión primeriza)       | Harrison, Bob Dylan         | All Things Must Pass         | 3:06     |  |
| 4.  | «Mama You've Been on My Mind» (Demo)             | Bob Dylan                   | N/A                          | 3:04     |  |
| 5.  | «Let It Be Me» (Demo)                            | Gilbert Bécaud, Mann Curtis | N/A                          | 2:56     |  |
| 6.  | «Woman Don't You Cry for Me» (Versión primeriza) |                             | Thirty Three & 1/3           | 2:44     |  |
| 7.  | «Awaiting On You All» (Versión primeriza)        |                             | All Things Must Pass         | 2:40     |  |
| 8.  | «Behind That Locked Door» (Demo)                 |                             | All Things Must Pass         | 3:29     |  |
| 9.  | «All Things Must Pass» (Demo)                    |                             | All Things Must Pass         | 4:48     |  |
| 10. | «The Light That Has Lighted the World» (Demo)    |                             | Living in the Material World | 2:23     |  |

## Posición en listas
| Año  | País              | Lista                   | Posición |
| ---- | ----------------- | ----------------------- | -------- |
| 2012 | Bélgica (Flandes) | Ultratop 200 Albums     | 97       |
| 2012 | Bélgica (Valonia) | Ultratop 200 Albums     | 129      |
| 2012 | Canadá            | Top Canadian Albums     | 51       |
| 2012 | España            | Promusicae Albums Chart | 89       |
| 2012 | Estados Unidos    | Billboard 200           | 20       |
| 2012 | Estados Unidos    | Top Soundtracks         | 3        |
| 2012 | Estados Unidos    | Top Rock Albums         | 7        |
| 2012 | Estados Unidos    | Top Digital Albums      | 17       |
| 2012 | Francia           | SNEP Albums Chart       | 177      |
| 2012 | Noruega           | VG-lista Albums Chart   | 37       |
| 2012 | Países Bajos      | Mega Album Top 100      | 61       |
| 2012 | Reino Unido       | UK Album Chart          | 66       |